# Nozeroy
Nozeroy is een gemeente in het Franse departement Jura (regio Bourgogne-Franche-Comté) en telt 398 inwoners (2005). De plaats maakt deel uit van het arrondissement Lons-le-Saunier. De koning van Nederland draagt de titel baron van Nozeroy.

## Geografie
De oppervlakte van Nozeroy bedraagt 3,7 km², de bevolkingsdichtheid is 107,6 inwoners per km².

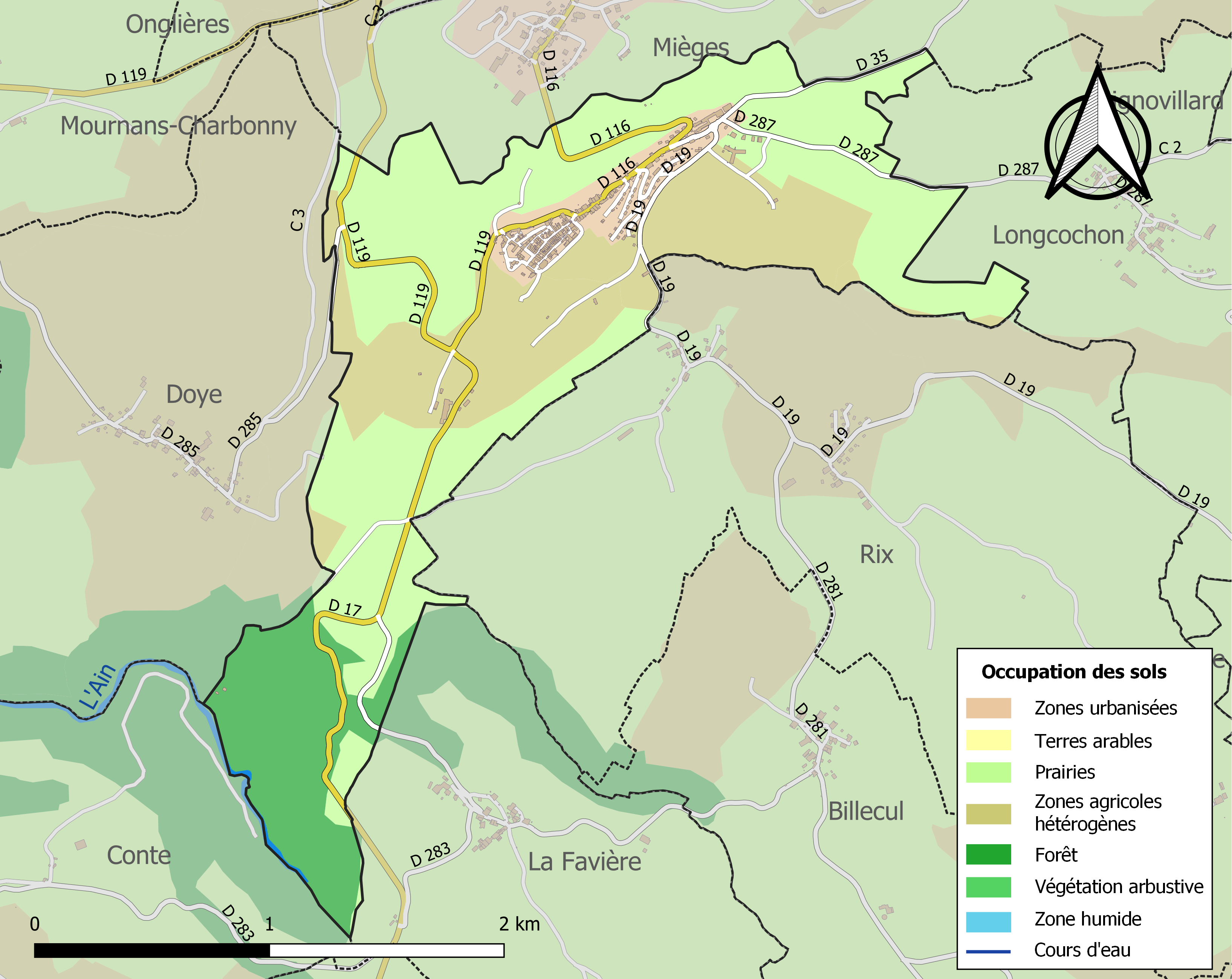
Kaart van de gemeente met de belangrijkste infrastructuur, bodemgebruik en omliggende gemeenten

## Demografie
Onderstaande figuur toont het verloop van het inwonertal (bron: INSEE-tellingen).